# Battle Dress Uniform

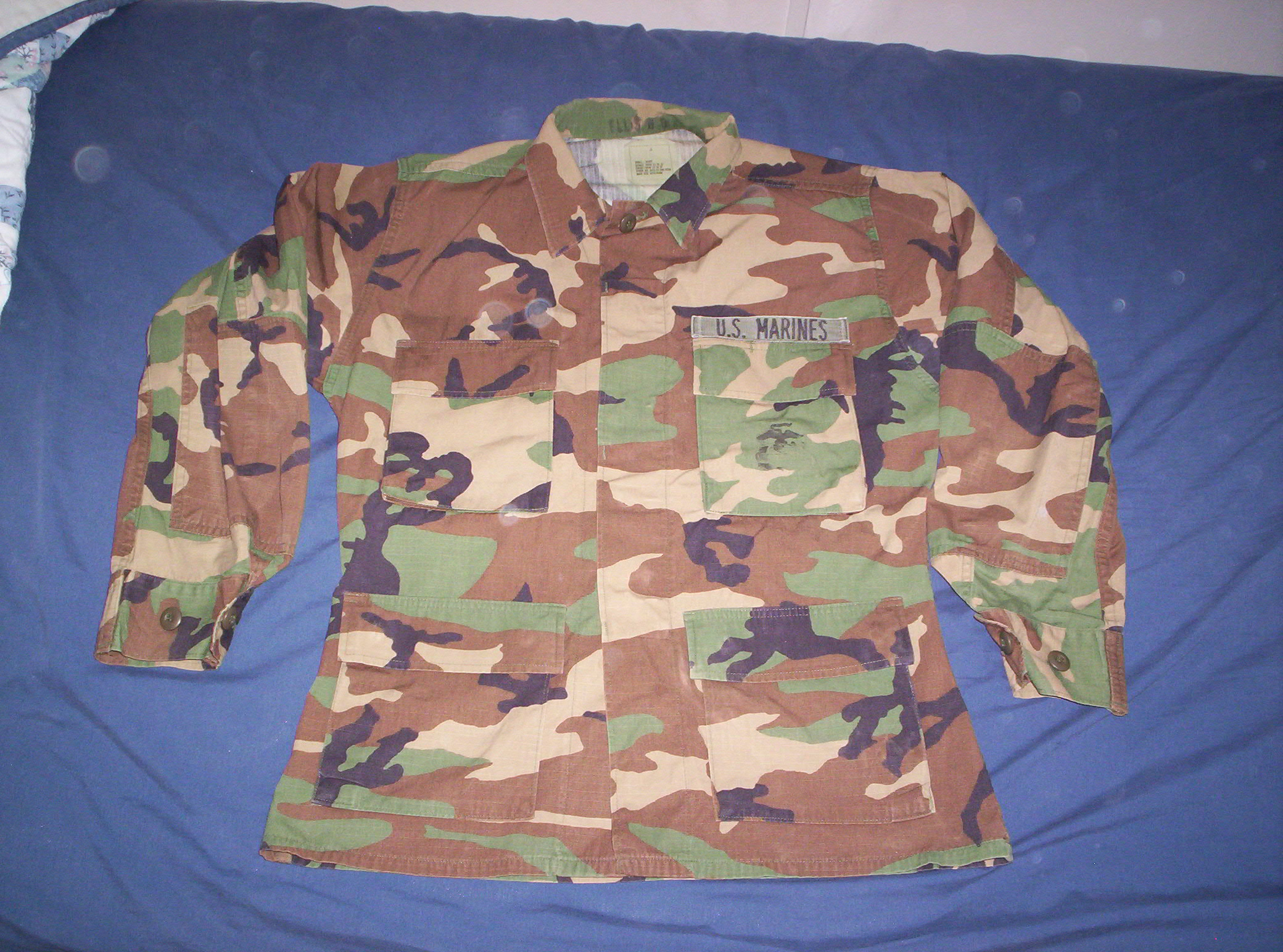
Blouse de l'U.S. Marine Corps BDU à motif boisé, le ruban d'identification du porteur a été enlevé. L'inscription "EGA" repassée sur la poche de poitrine est à peine visible en raison de l'usure.

Le Battle Dress Uniform (BDU) est une tenue de combat camouflée qui a été utilisée par les forces armées américaines comme uniforme de combat standard du début des années 1980 au milieu des années 2000. Depuis, il a été remplacé ou supplanté dans toutes les branches des forces armées américaines.
Les uniformes de type BDU et leurs dérivés sont encore largement utilisés dans d'autres pays (certains étant d'anciens stocks excédentaires américains transférés dans le cadre de programmes d'aide à la sécurité des États-Unis), tandis que d'autres sont encore portés par certains agents des forces de l'ordre fédérales, étatiques et locales des États-Unis susceptibles de travailler dans des situations tactiques, comme les équipes FAST de la Drug Enforcement Administration (DEA) et SWAT. Les uniformes sont également utilisés par les groupes de recherche et de sauvetage en milieu urbain, tels que les équipes de la FEMA USAR (FEMA Urban Search and Rescue Task Force), et par les services de lutte contre l'incendie lors de sauvetages techniques ou d'autres opérations spéciales.
Jusqu'en 2014, les BDU étaient portés par les officiers du Service de santé publique des États-Unis comme uniforme prescrit pour le déploiement, mais ils ont depuis été remplacés par une variante de l'Operational Dress Uniform des gardes-côtes des États-Unis (U.S. Coast Guard).

## Contexte

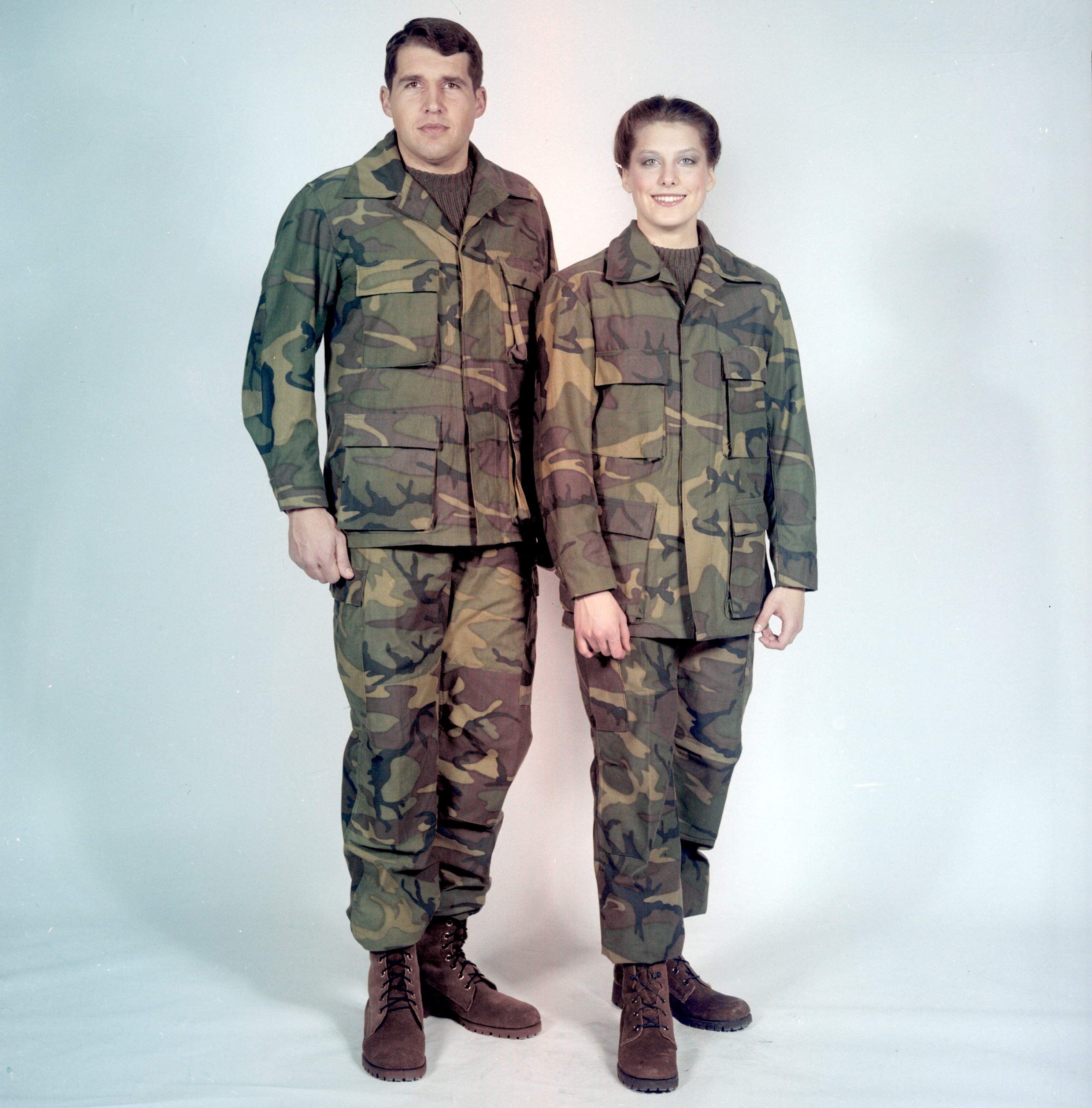
Un homme et une femme portant les premiers prototypes du BDU en 1980.

Si l'Armée italienne a été la première organisation militaire à distribuer des vêtements de camouflage, bien qu'en nombre limité, les Allemands se sont distingués par leurs efforts dans ce domaine avant la Seconde Guerre mondiale. Après de nombreux essais, l'Oberkommando der Wehrmacht (abrégé OKW) a autorisé le Heeres-Splittermuster 31, plus connu sous le nom de "splinter pattern", à être utilisé dans les quartiers-abris (Zeltbahnen) dans les années 1930. En 1940, la SS-Verfügungstruppe (abréviation SS-VT ; rebaptisée Waffen-SS) a conçu, testé et publié ses propres motifs distinctifs et leur disposition peu de temps après.
Le Corps des Marines des États-Unis a reçu son premier motif de camouflage militaire en 1942, lorsque l'uniforme réversible en peau de grenouille à trois et cinq couleurs a été mis en circulation, sur la base d'un modèle d'essai datant de 1940. Ce motif a été principalement utilisé sur le théâtre du Pacifique, mais ne s'est pas avéré particulièrement efficace. Sur le théâtre européen, le motif a été complètement retiré en 1944, en partie à cause des incidents de tirs amis anticipés après le jour J, en raison de sa similitude avec le motif de la Waffen SS (à ne pas confondre avec le camouflage Flecktarn, un motif d'après-guerre). Dans les années 1950, des couvre-casques et des abris camouflés ont été distribués dans les motifs "feuille de vin" et "nuage brun". L'Armée américaine a également essayé un uniforme de camouflage moins connu le jour J et tout au long des opérations de Normandie, comme les uniformes du corps des Marines, mais il a été remplacé par l'uniforme M43 avant d'être beaucoup utilisé.
Pendant la guerre du Viêt Nam, le motif ERDL à quatre couleurs des forces armées américaines a été utilisé de façon limitée par les unités spécialisées de l'Armée américaine, bien que la plupart d'entre elles aient reçu le treillis OG-107 vert olive uni ou le treillis jungle, tandis que les Marines ont adopté le motif pour l'ensemble de leur service après 1968.
La coupe du treillis ERDL était identique à celle du treillis de jungle OD de troisième modèle, et il était disponible à la fois dans un modèle highland (plus marron) et un modèle lowland (plus vert), bien que le modèle lowland ait finalement été abandonné. Parmi les autres motifs non officiels utilisés au Viêt Nam, citons le treillis de jungle teint en noir ou peint au pistolet, souvent utilisé par les forces spéciales, et divers motifs vietnamiens Tigerstripe (eux-mêmes basés sur les motifs des troupes aéroportées de l'Armée de terre française et de la Légion étrangère, ainsi que sur un motif britannique utilisé en Malaisie), ou encore des motifs commerciaux "duck hunter" (chasseur de canards).
La conception et la configuration générales de l'uniforme BDU américain étaient similaires à celles des tenues de combat de la guerre du Viêt Nam, qui étaient elles-mêmes similaires aux uniformes spécialisés portés par les parachutistes américains (U.S. paratroopers) pendant la Seconde Guerre mondiale.

## Histoire

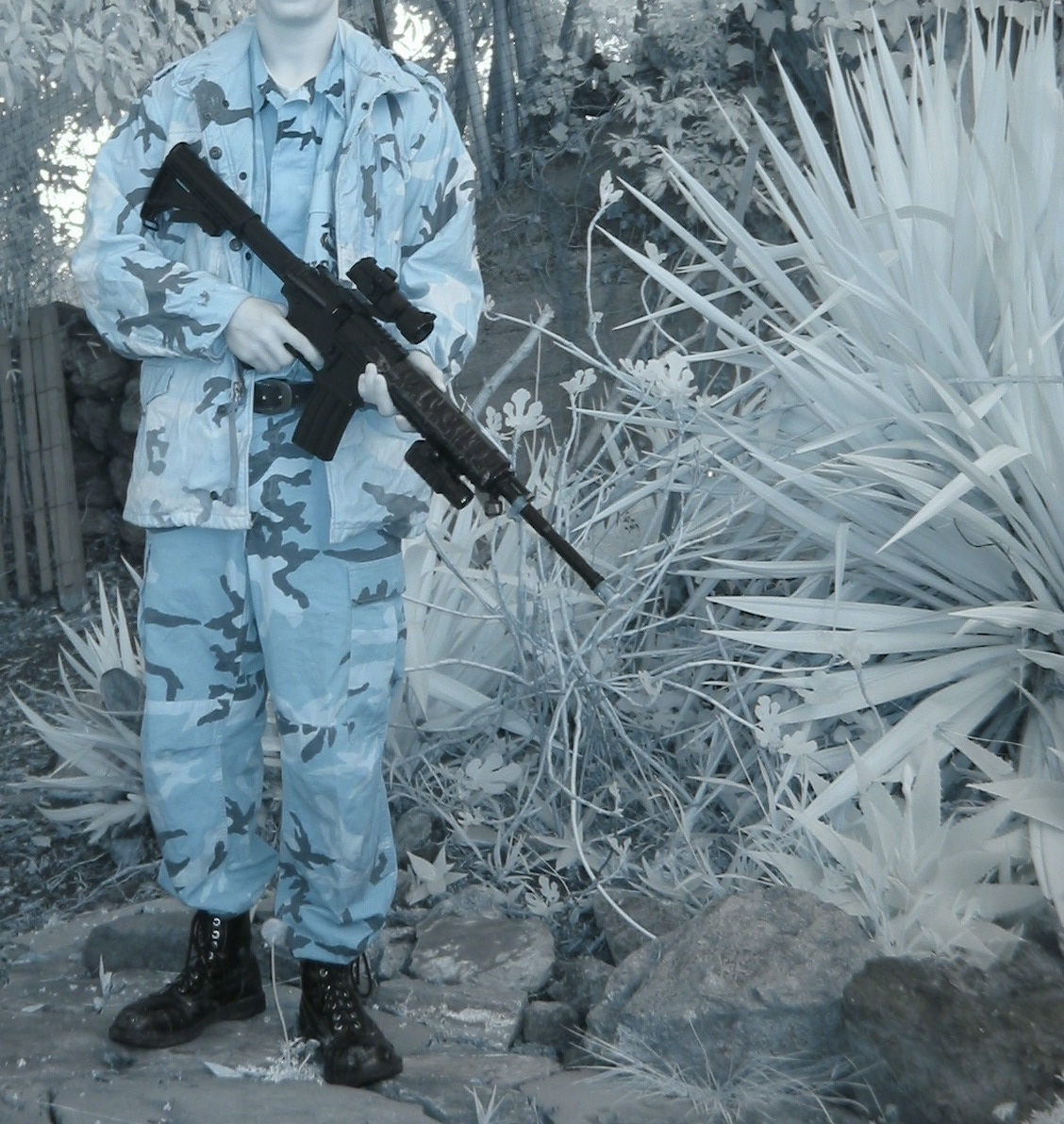
Camouflage boisé (dans le proche infrarouge)

D'abord distribué en nombre limité aux chefs de garnison, aux officiers et aux généraux de toutes les branches des forces armées américaines en septembre 1981 pour remplacer les uniformes de couleur Olive Drab ou OG-107, usés depuis longtemps et vieillissants, le Battle Dress Uniform a commencé à être distribué à l'ensemble de l'armée le mois suivant.
Depuis 1981, les changements comprennent l'ajout puis l'élimination des pattes de réglage boutonnées à la taille, la réduction de la taille du col et l'amélioration des coutures et de la coupe.
À l'origine, les BDU étaient uniquement disponibles dans un mélange 50/50 de nylon et de coton sergé, appelé BDU pour climat tempéré ou TWBDU (Temperate Weather BDU). Les plaintes concernant la rétention de la chaleur de ces uniformes, en particulier après l'invasion de la Grenade en 1983, ont conduit à l'introduction du BDU par temps chaud, du BDU HWBDU. Le manteau et le pantalon du BDU par temps chaud étaient fabriqués en coton 100 % indéchirable ripstop, avec un motif de camouflage en quatre couleurs. Cependant, à la suite de nouvelles plaintes concernant l'usure plus courte et les poignets effilochés, ainsi que les exigences imposées par les commandants d'unité pour amidonner l'uniforme tout en coton pour le défilé, le BDU amélioré pour temps chaud (EHWBDU) a remplacé le BDU pour temps chaud à partir de 1996. Les composants du EHWBDU sont fabriqués à partir d'un mélange 50/50 de nylon ripstop et de popeline de coton.
Les BDU ont été imprimés avec des teintures éclaircies par infrarouge. La technologie de gestion de la signature dans le proche infrarouge (Near infrared - NIR) est utilisée dans les uniformes pour empêcher la détection par les convertisseurs d'image NIR. Ces dispositifs à photocathode ne détectent pas les températures, mais plutôt les variations de rayonnement infrarouge. Les uniformes conformes à la technologie NIR utilisent un tissu spécial qui permet aux soldats d'apparaître au même niveau de rayonnement que le terrain environnant, ce qui les rend plus difficiles à détecter. Il est conseillé de ne pas utiliser d'amidon pour nettoyer ou repasser les BDU, car l'amidon affaiblit le tissu et détruit le revêtement de protection contre les infrarouges. Une paire (pantalon + veste) de BDU qui a été amidonnée, ne serait-ce qu'une fois, ne doit pas être portée au combat.
L'uniforme pour climat tropical n'était pas aussi résistant que l'uniforme pour climat tempéré. L'uniforme tropical ne durait que 4 à 6 mois en cas de rotation de quatre uniformes, alors que l'uniforme tempéré durait plus d'un an dans les mêmes conditions.

### L'Armée américaine (U.S. Army)
Le 1er octobre 1981, tous les soldats de l'Armée américaine (U.S. Army) ont reçu officiellement leurs premiers lots de BDU en tant que nouvel uniforme de campagne et de garnison dans la coupe de poids tempérée. En outre, les casquettes de patrouille, les chapeaux Boonie et la veste M-65 ont été distribués à temps dans le nouveau motif de camouflage, avec un nouveau T-shirt marron clair et un ceinturon noir à boucle en laiton.
Le BDU est le premier uniforme de camouflage approuvé par l'armée américaine depuis la guerre du Viêt Nam, où le motif ERDL était utilisé de façon limitée. Le BDU a rapidement remplacé tous les uniformes de camouflage antérieurs pour tous les environnements boisés, jungle et tropicaux, et en 1989, il a complètement remplacé les uniformes standard olive drab utilisés depuis 1952. Le 30 avril 2008 a été le dernier jour où le BDU a été autorisé.

### Département de la défense des États-Unis (U.S. Department of Defense)
Le BDU était porté par les civils et les officiers de police du département de la Défense des États-Unis (U.S. Department of Defense - DoD).

### Corps des Marines des États-Unis (U.S. Marine Corps)
Le BDU à motif ERDL a été introduit pour la première fois dans le corps des Marines des États-Unis  (U.S. Marine Corps - USMC) en 1977, à l'occasion de l'abandon progressif de l'OG-107 vert olive, qui avait été porté de manière standard depuis le début des années 1950.
À l'origine, les bandes nominatives n'étaient pas portées avec les BDU de l'USMC, qui les appelait officiellement "uniforme utilitaire de camouflage" (CCU) pendant leur utilisation. Toutefois, en octobre 1991,,,, l'USMC a commencé à porter des bandes nominatives sur ses BDU (ainsi que sur ses DCU et DBDU) afin de se conformer à l'accord de normalisation de l'OTAN (STANAG), qui est devenu obligatoire à partir d'octobre 1992. Dans le cas de l'USMC, un ruban portant le nom de famille du porteur était brodé au-dessus de la poche droite, et un ruban portant la mention "U.S. MARINES" était brodé au-dessus de la poche gauche. Le MCCUU (Marine Corps Combat Utility Uniform), qui a remplacé le BDU, s'inscrit dans la continuité.
Le BDU de l'USMC portait un aigle, un globe et une ancre (Eagle, Globe, and Anchor - EGA) marqués au pochoir et centrés sur la poche de poitrine gauche du porteur, sous le rabat de la poche. Les premiers BDU de l'USMC portaient l'inscription "USMC" en dessous de l'EGA, mais cette inscription a été abandonnée par la suite, et seule l'EGA était utilisée à la fin de la période de port du BDU par l'USMC. Les recrues de l'USMC ont repassé l'EGA sur la poche de la blouse du BDU à la fin du MCRD, une fois leur formation terminée, pour signifier leur baptême en tant que U.S. Marines. La même chose était faite sur le chapeau à huit pointes "utility cover" qui était porté avec la version de l'USMC du BDU. Le successeur du BDU, le MCCUU, a l'EGA brodé au lieu d'être inscrit au pochoir sur la poche de poitrine de la blouse et sur toutes les couvertures.

### L'Armée de l'air américaine (U.S. Air Force)
L'Armée de l'air américaine (U.S. Air Force - USAF) n'a initialement délivré des BDU ERDL qu'aux unités d'armes de combat stationnées à l'étranger, telles que les forces de sécurité de l'Armée de l'air américaine (US Air Force Security Forces), les contrôleurs de combat (Combat Control Team) et les parachutistes-sauveteurs de l'Armée de l'air américaine (United States Air Force Pararescue), à partir d'octobre 1981, en même temps que l'Armée de terre et les Marines. L'Armée de l'air n'a pas autorisé les armes non combattantes à porter le BDU à motif bois jusqu'à l'été 1987 et l'a imposé comme seul uniforme "Fatigue" en 1988. Le port du BDU n'est plus autorisé dans l'USAF depuis le 1er novembre 2011.

### Marine américaine (U.S. Navy)
Les marins de la Marine américaine (U.S. Navy - USN) ont commencé à porter le BDU dans le nouveau schéma boisé et la coupe tempérée en même temps que les autres branches. L'U.S. Navy a appelé l'uniforme "Camouflage Utility Uniform" (CUU) pendant son utilisation.

### Garde-côtes américains (U.S. Coast Guard)
Les garde-côtes (U.S. Coast Guard - USCG) ont commencé à porter le nouveau BDU forestier à peu près en même temps que les autres services.

## Successeurs

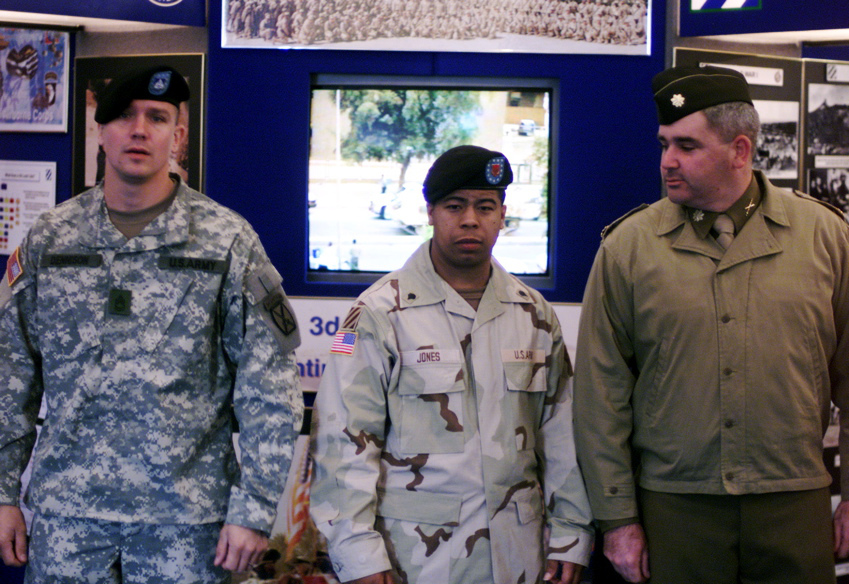
Des soldats américains (de gauche à droite) présentent la tenue de camouflage universelle (à gauche), la tenue de camouflage du désert (au centre) et une tenue datant de la Seconde Guerre mondiale (à droite), en mai 2005.

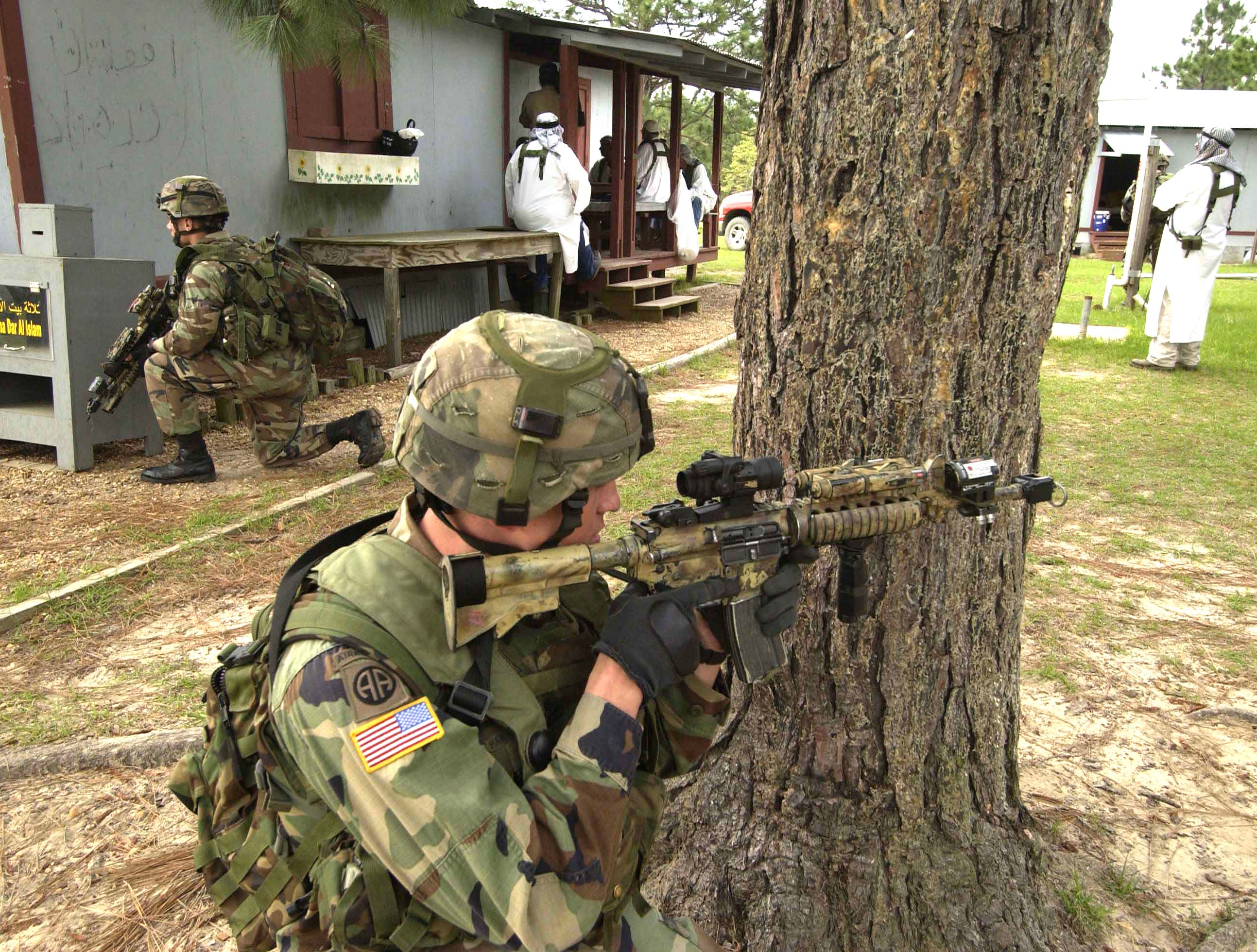
Des soldats américains en 2006 portant des BDU lors d'un exercice d'entraînement en Louisiane ; le BDU a été autorisé par l'armée américaine jusqu'en 2008.

L'Armée américaine (US Army)a testé de nombreux motifs de camouflage (dont certains sont utilisés par des armées étrangères) et a émis des uniformes spécifiques à l'environnement, notamment le Desert Battle Dress Uniform (DBDU) à six couleurs, surnommé "chocolate chip camouflage", conçu en 1962, et le "nighttime desert grid" (NCDBDU). Ces deux uniformes ont été utilisés en 1991, pendant la guerre du Golfe persique. Ces BDU du désert ont été abandonnés après la guerre.
L'uniforme de camouflage du désert (Desert Camouflage Uniform) en trois couleurs a été introduit en 1992 et a été utilisé lors des opérations en Somalie (1993). Il a été utilisé en Afghanistan et en Irak dès le début des hostilités, mais l'Armée américaine et le corps des Marines ont tous deux remplacé l'uniforme de camouflage du désert par des uniformes plus récents (ACU et MCCUU, respectivement). Lors des tests, les chercheurs de l'Armée américaine ont constaté que, comme dans d'autres environnements, la couleur du terrain désertique varie et peut aller du rose au bleu, en fonction des minéraux présents dans le sol et de l'heure de la journée. Comme les taches de couleur uniforme dans le désert sont généralement dix fois plus grandes que celles des zones boisées, il a été décidé de modifier le motif DBDU à six couleurs existant. C'est ainsi qu'a été mis au point un motif DCU à trois couleurs, qui a été adopté.
Le BDU est fabriqué dans différents motifs de camouflage par différents fabricants, comme le camouflage MultiCam, qui est utilisé aujourd'hui principalement par le public, les fonctionnaires et certaines unités militaires étrangères. Les BDU peuvent être achetés auprès de vendeurs civils dans la coupe de vêtement UCP analogue à l'ACU, mais leur port n'est pas autorisé pour les soldats de l'Armée américaine.

### Corps des Marines des États-Unis
Le développement de motifs de camouflage modernes et le désir croissant des différentes branches de l'armée américaine de se différencier les unes des autres ont donné lieu à de nouveaux modèles d'uniformes. Le corps des Marines a été le premier à remplacer ses BDU. Le Marine Corps Combat Utility Uniform (MCCUU) utilise le motif MARPAT généré par ordinateur et plusieurs autres améliorations. Son port a été approuvé en juin 2001,, il a été mis en vente en 2002 et le changement a été achevé le 1er octobre 2004. Après cette date, le port du BDU a été autorisé jusqu'au 1er avril 2005, avec des exceptions limitées pour le petit nombre de membres du corps des Marines qui n'avaient pas encore l'UMCD. Les unités d'opérations spéciales de l'USMC (MARSOC) ont récemment distribué des uniformes M81 à motifs forestiers pour compléter les uniformes MARPAT dans le cadre de missions spéciales.

### Armée américaine

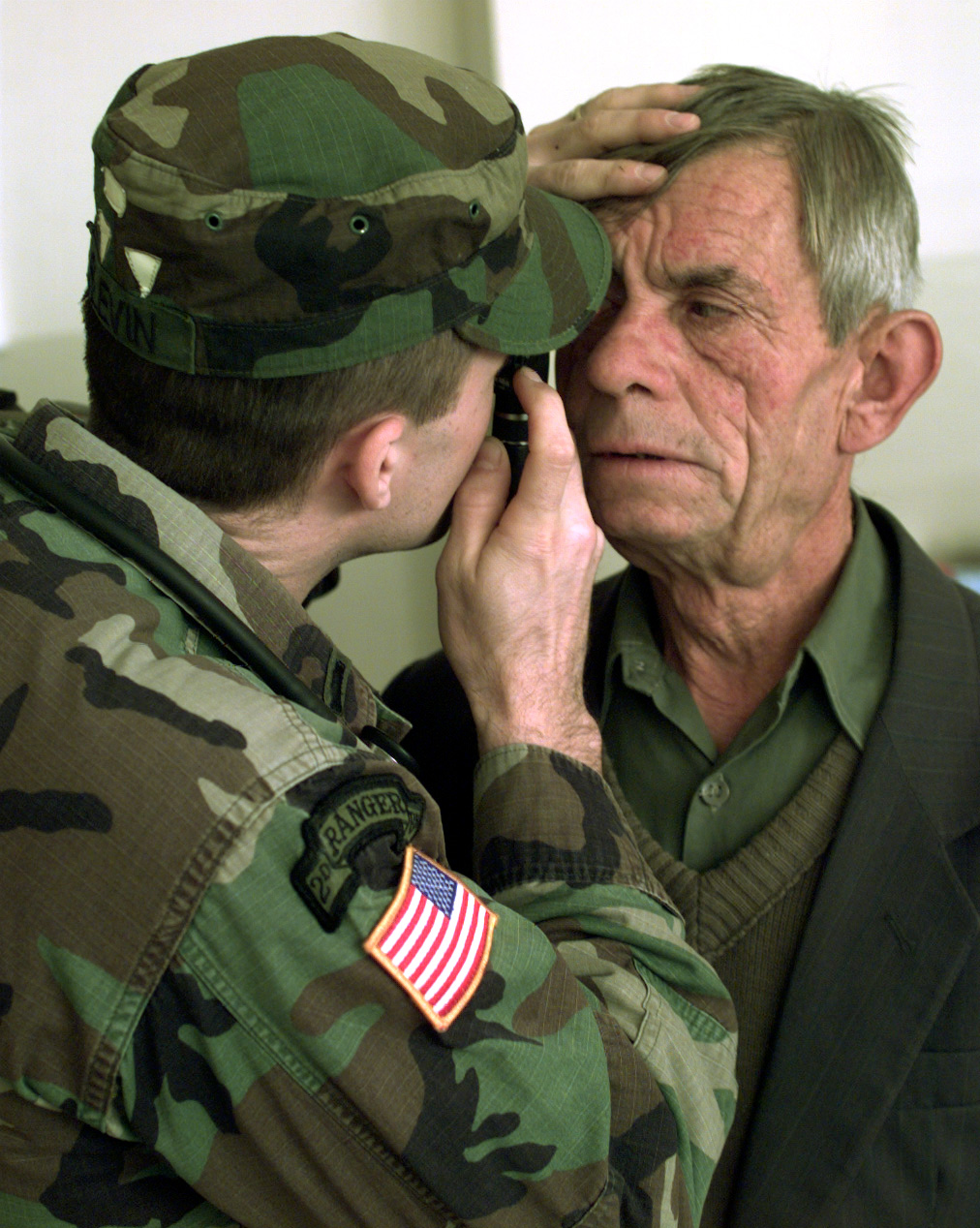
Un médecin de l'armée américaine porte un BDU pour examiner les yeux d'un homme en janvier 2000.

En 2004, l'Armée américaine a dévoilé l'uniforme de combat de l'armée (Army Combat Uniform - ACU), qui succède au BDU. De la fin 2005 au début 2008, l'Armée américaine a entrepris le processus de remplacement du BDU par l'ACU, qui a été officiellement abandonné par l'Armée en avril 2008 (bien que la plupart des soldats portaient l'ACU depuis des années). Le ROTC junior de l'armée a suivi le même chemin en 2009.
La version originale de l'ACU utilisait un motif "numérique" pixellisé connu sous le nom de motif de camouflage universel (Universal Camouflage Pattern - UCP). L'UCP est similaire au MARPAT mais utilise des couleurs plus neutres et moins saturées. Les couleurs neutres, principalement le vert feuillage et le jaune sable, sont conçues pour fonctionner au mieux dans le désert, les bois et les situations de combat urbain. L'armée a utilisé l'ACU en UCP dans tous les environnements, à l'exception des zones enneigées, car le motif UCP se marie mal avec le blanc, malgré l'utilisation intensive du gris. Un BDU entièrement blanc et le Système d'habillement prolongé pour temps froid ECWCS sont utilisés à la place pour les combats hivernaux. Depuis 2014, l'armée a modifié l'ACU pour utiliser le motif de camouflage opérationnel (Operational Camouflage Pattern - OCP), l'UCP étant considéré comme inadéquat dans de nombreux environnements.

### Département de la défense des États-Unis
Les employés civils du département américain de la Défense dans les zones de combat ont commencé à porter l'Airman Battle Uniform et l'Army Combat Uniform à la place du BDU (et de son cousin le DCU) après son remplacement,.

### Marine américaine
De 2004 à 2007, la Marine américaine (U.S. Navy) a commencé à distribuer, à titre expérimental et en quantité limitée, un uniforme de travail de la marine (Navy Working Uniform - NWU) à motifs pixellisés bleus et gris à certains marins. Bien que le NWU ne soit ni un uniforme tactique ni un uniforme de combat, il est destiné à remplacer de nombreux ensembles de travail existants (utilitaires, wash kaki, combinaisons, M81 BDU, etc.) Le motif perturbateur est principalement destiné à compléter les couleurs des navires de la marine américaine et à dissimuler les taches et l'usure, et il est censé faire du porteur une cible visuelle moins évidente pour les forces hostiles lorsqu'il travaille à bord d'un navire de guerre dans un port.
Pour répondre aux exigences de la marine en matière de temps froid, la NWU comprend une veste polaire, un pull-over et une parka. Les U.S. Navy SEALs, les Seabees et d'autres membres du personnel de l'U.S. Navy déployés à terre sous la responsabilité de l'U.S. Naval Forces Central Command utilisaient des BDU " M81 " (appelés CCU par la marine) et des DCU pour les opérations ou activités extérieures dans des zones de responsabilité spécifiques (AOR), jusqu'à l'émission de la NWU Type III dans le motif de camouflage de l'AOR.

### L'Armée de l'air américaine
En 2004 et 2005, l'Armée de l'air américaine ( U.S. Air Force - USAF) a expérimenté mais rejeté un uniforme à rayures bleues Tigerstripe. En 2006, un nouvel uniforme de type BDU appelé Airman Battle Uniform (ABU) a été adopté, utilisant un motif tigré semi-pixelé avec quatre tons de terre doux, à savoir le tan, le gris, le vert et le bleu. Il n'a toutefois pas intégré les nombreuses améliorations significatives de l'ACU et de la MCCU. En 2007, il était déjà en production.
En 2008, en réponse aux critiques selon lesquelles le nouvel Airman Battle Uniform était trop lourd et trop chaud dans les environnements à haute température, le 648th Aeronautical Systems Squadron de l'USAF à Brooks City-Base a révélé son intention de passer à un tissu plus léger et plus respirant pour la partie blouse de combat de l'ABU. Le mélange nylon-coton lourd d'origine a été remplacé par une popeline nylon-coton plus légère. La priorité sera donnée à ceux qui servent au Moyen-Orient ou sur d'autres théâtres où il fait chaud.
Le 4 mai 2016, le commandant national de la Civil Air Patrol (National Commander of the Civil Air Patrol) a annoncé que l'USAF approuvait la transition de la Civil Air Patrol vers l'uniforme de combat de l'aviateu (Airman Battle Uniform)r.
Le 14 mai 2018, l'Armée de l'air a annoncé l'adoption de l'uniforme Operational Camouflage Pattern de l'Armée de terre, mais ses insignes seraient distincts. La transition devait être achevée le 1er avril 2021.

### Garde-côtes américains
Les garde-côtes américains (U.S. Coast Guard - USCG) ont introduit le nouvel uniforme Operational Dress Uniform (ODU) en 2004 pour remplacer l'uniforme d'hiver et d'été "Undress Duty". L'ODU ressemble à l'EDR et conserve la conception de base des anciens uniformes EDR, mais les poches inférieures de la blouse ont été supprimées. Les manches peuvent être portées "repliées" d'une manière similaire aux anciens BDU de l'armée américaine et de l'armée de l'air américaine, et le pantalon "blousé" dans les bottes (sauf si des chaussures de bateau sont portées, comme c'est souvent le cas pour la Garde côtière auxiliaire américaine (U.S. Coast Guard Auxiliary), qui patrouille pour la Garde côtière à bord d'embarcations privées), la ceinture noire de l'ODU et la boucle noircie étant portées avec la pointe métallique à une distance de deux à quatre pouces de la boucle. L'ODU est également délivrée dans une seule couleur bleue, sans motif de camouflage. Le BDU et le DCU ont été officiellement retirés par l'USCG en 2012.
La casquette bleu foncé de type baseball de l'unité des gardes-côtes est portée avec cet uniforme. Tous les insignes autorisés sont cousus sur l'ODU, ce qui élimine le risque de blessures par perforation créées par les épingles si l'individu subit un coup à la poitrine alors qu'il porte un gilet de sauvetage ou un gilet pare-balles. L'ODU n'est pas destiné à être porté par les unités de la Garde côtière qui participent à des opérations de combat ou qui sont déployées à l'étranger. Ces unités ont continué à porter les anciens uniformes BDU et DCU des bois (woodland) avant d'adopter l'uniforme de travail de la marine pour les unités de l'USCG à l'étranger ou dans le cadre d'autres opérations du DoD (United States Department of Defense).

### Actuellement
- Marine Corps Combat Utility Uniform (MARPAT)
- Navy Working Uniform
- Operational Camouflage Pattern
- Operational Dress Uniform
- Airman Battle Uniform
- Army Combat Uniform
- MultiCam, également connu sous le nom de motif de camouflage OCP ou OEFCP (OEF)

### Anciennement
- Desert Battle Dress Uniform
- Desert Camouflage Uniform
- Desert Night Camouflage
- Les uniformes de l'armée américaine pendant la Seconde Guerre mondiale
- OG-107, l'uniforme de travail de base (treillis) de toutes les branches des forces armées des États-Unis de 1952 jusqu'à son abandon en 1989

## Source
- (en) Cet article est partiellement ou en totalité issu de l’article de Wikipédia en anglais intitulé « Battle Dress Uniform » (voir la liste des auteurs).